# Henry Javier Romero
Henry Javier Romero Ventura (Santa Rosa de Lima, El Salvador; 17 de octubre de 1991) es un futbolista salvadoreño, juega como defensa central y su actual equipo es el Alianza F.C de la Primera División de El Salvador

## Carrera
Henry Romero se inició en el Club Deportivo Municipal Limeño en la Segunda División de El Salvador, posteriormente recaló en la Categoría de Reserva de Club Deportivo Águila hasta llegar al equipo mayor donde en el año 2011 debutó profesionalmente y ayudó al equipo a conseguir el título número 15 de la Liga Mayor de Fútbol en el Clausura 2012.

## Selección nacional
Es internacional con la Selección de fútbol de El Salvador, ha jugado 13 partidos internacionales. Su debut absoluto con el combinado salvadoreño fue el 30 de agosto de 2014 en un amistoso contra la Selección de fútbol de República Dominicana, en donde jugó 45 minutos en la victoria de su selección 2-0. Participó junto al seleccionado salvadoreño en las eliminatorias con miras al mundial de Rusia 2018.

## Clubes
Actualizado al último partido jugado el 25 de mayo de 2025.
| Club Deportivo Águila · El Salvador         | 1.ª                 | 2011-12             | 15  | 2  | - | - | -  | - | 15  | 2  |
| Club Deportivo Águila · El Salvador         | 1.ª                 | 2012-13             | 32  | 3  | - | - | 3  | 0 | 35  | 3  |
| Club Deportivo Águila · El Salvador         | 1.ª                 | 2013-14             | 31  | 0  | - | - | -  | - | 31  | 0  |
| Club Deportivo Águila · El Salvador         | 1.ª                 | 2014-15             | 36  | 2  | - | - | -  | - | 36  | 2  |
| Club Deportivo Águila · El Salvador         | 1.ª                 | 2015-16             | 43  | 5  | - | - | -  | - | 43  | 5  |
| Club Deportivo Águila · El Salvador         | 1.ª                 | 2016-17             | 43  | 1  | - | - | -  | - | 43  | 1  |
| Club Deportivo Águila · El Salvador         | Total               | Total               | 200 | 13 | 0 | 0 | 3  | 0 | 203 | 13 |
| Alianza Fútbol Club · El Salvador           | 1.ª                 | 2017-18             | 37  | 6  | - | - | 4  | 0 | 41  | 6  |
| Alianza Fútbol Club · El Salvador           | 1.ª                 | 2018-19             | 37  | 1  | - | - | 2  | 0 | 39  | 1  |
| Alianza Fútbol Club · El Salvador           | 1.ª                 | 2019-20             | 24  | 1  | - | - | 7  | 0 | 31  | 1  |
| Alianza Fútbol Club · El Salvador           | 1.ª                 | 2020-21             | 32  | 1  | - | - | -  | - | 32  | 1  |
| Alianza Fútbol Club · El Salvador           | 1.ª                 | 2021-22             | 40  | 4  | - | - | 2  | 0 | 42  | 4  |
| Alianza Fútbol Club · El Salvador           | 1.ª                 | 2022-23             | 23  | 1  | - | - | 5  | 0 | 28  | 1  |
| Alianza Fútbol Club · El Salvador           | 1.ª                 | 2023-24             | 42  | 4  | - | - | -  | - | 42  | 4  |
| Alianza Fútbol Club · El Salvador           | 1.ª                 | 2024-25             | 39  | 1  | - | - | 3  | 0 | 42  | 1  |
| Alianza Fútbol Club · El Salvador           | 1.ª                 | 2025-26             |     |    |   |   |    |   |     |    |
| Alianza Fútbol Club · El Salvador           | Total               | Total               | 274 | 19 | 0 | 0 | 23 | 0 | 297 | 19 |
| Total en su carrera                         | Total en su carrera | Total en su carrera | 474 | 32 | 0 | 0 | 26 | 0 | 500 | 32 |
| (2) No incluye goles en partidos amistosos. |                     |                     |     |    |   |   |    |   |     |    |

Reservas/Segunda División de El Salvador
| Club                            | País        | Año         |
| ------------------------------- | ----------- | ----------- |
| Club Deportivo Águila           | El Salvador | 2008 - 2009 |
| Club Deportivo Municipal Limeño | El Salvador | 2009 - 2010 |
| Club Deportivo Águila           | El Salvador | 2010 - 2011 |

### Selección nacional
| Selección                                      | Año                 | Partidos | Goles |
| ---------------------------------------------- | ------------------- | -------- | ----- |
| El Salvador Sub-20                             |                     |          |       |
| 2010                                           | 3                   | 0        |       |
| Total en su carrera                            | Total en su carrera | 3        | 0     |
| El Salvador                                    |                     |          |       |
| 2014                                           | 3                   | 0        |       |
| 2015                                           | 5                   | 0        |       |
| 2016                                           | 6                   | 0        |       |
| 2017                                           | 11                  | 1        |       |
| 2018                                           | 0                   | 0        |       |
| 2019                                           | 0                   | 0        |       |
| 2020                                           | 0                   | 0        |       |
| 2021                                           | 0                   | 0        |       |
| 2022                                           | 0                   | 0        |       |
| 2023                                           | 0                   | 0        |       |
| 2024                                           | 1                   | 0        |       |
| Total en su carrera                            | Total en su carrera | 26       | 1     |
| Estadísticas hasta el 15 de noviembre de 2024. |                     |          |       |

## Palmarés
| Título        | Club                  | País        | Año  |
| ------------- | --------------------- | ----------- | ---- |
| Clausura 2012 | Club Deportivo Águila | El Salvador | 2012 |
| Apertura 2017 | Alianza Fútbol Club   | El Salvador | 2017 |
| Clausura 2018 | Alianza Fútbol Club   | El Salvador | 2018 |
| Apertura 2019 | Alianza Fútbol Club   | El Salvador | 2019 |
| Clausura 2025 | Alianza Fútbol Club   | El Salvador | 2025 |